# Ave Maria, WAB 6
L'Ave Maria, WAB 6, est une deuxième mise en musique par Anton Bruckner de l'Ave Maria, qu'il composa à Linz en 1861. En 1856, Bruckner avait mis une première fois l'Ave Maria en musique (WAB 5), pour chœur mixte, solistes soprano et alto, orgue et violoncelle. En 1882, il le mettra une troisième fois en musique (WAB 7) pour soliste alto et orgue (piano ou harmonium).

## Historique
Bruckner composa le motet en mai 1861, après ses cinq années d'études auprès de Simon Sechter. Le motet a été exécuté le 12 mai 1861, comme offertoire de la messe dans l'Ancienne Cathédrale de Linz, où Bruckner était organiste. La Liedertafel Frohsinn, dont Bruckner était depuis 1860 le directeur,, exécuta le motet pour célébrer l'anniversaire de sa fondation. Bruckner écrivit à propos de la réception de l'œuvre dans une lettre datée du 3 octobre 1861 : « j'ai été, à la fin, magnifiquement applaudi par ma chorale à deux reprises. »
Le manuscrit original est perdu, mais des copies figurent dans les archives de la Österreichische Nationalbibliothek et de l'Abbaye de Saint-Florian. L'œuvre, parfois nommée Offertoire, qui a été d'abord publiée avec le Tota pulchra es par Emil Wetzler à Vienne en 1867, est éditée dans le Volume XXI/20 de la Bruckner Gesamtausgabe.

## Musique
L'œuvre en fa majeur du 51 meures, pour chœur mixte à sept voix (SAATTBB) a cappella, a une durée d'exécution d'environ 4 minutes.
La première partie, basée sur l'Annonciation et la Visitation, commence par les voix de femme. À la mesure 10, les voix d'homme répondent avec et benedictus .... Ensuite, les voix s'unissent pour proclamer Jesus à trois reprises en intensité croissante (mesures 15 à 20). La deuxième partie, où toutes les voix chantent, commence par un canon sur Sancta Maria et évolue en diminuendo avec un point d'orgue à la mesure de 30 (ora pro nobis),. Bruckner y applique sa connaissance des styles anciens pour exprimer sa foi personnelle avec simplicité, mais avec aussi une « sensibilité romantique d'expression ».

## Discographie
Le premier enregistrement de l'Ave Maria, WAB 6 a eu lieu au début des années 1920 :
- Pie Kalt, Chœur de la Saint Edwige de la Cathédrale, 78 tours : Grammophon J 25010, avant 1925

Une sélection parmi les quelque 150 enregistrements :
- John Alldis, John Alldis Choir, Bruckner, Messiaen, Debussy, Schönberg – LP Argo ZRG 523, 1967
- Eric Ericson, Schwedischer Rundfunkchor, Treasures – Caprice Records PAC 21814, 1975
- Hans Zanotelli, Ensemble vocal Philharmonia de Stuttgart, Anton Bruckner, Lateinische Motetten – Calig CAL 50 477, 1979
- Matthew Best, Corydon Singerss, Bruckner, Motets - Hyperion CDA66062, 1982[4]
- Philippe Herreweghe, la Chapelle Royale/Collegium Vocale, Ensemble Musique Oblique, Bruckner: Messe en mi mineur; Motets - Harmonia Mundi HMC 901322, 1989
- John Rutter, Le Cambridge Singers, The Cambridge Singers Collection – Collegium CSCD501, 1991
- Uwe Gronostay, Chœur de Chambre des Pays-Bas, Bruckner/Reger – Globe GLO 5160, 1995
- Winfried Toll, Frankfurter Kantorei, Der Himmel lacht, die Erde jauchzt – Peters Musikverlag, 2002
- Dan-Olof Stenlund, Malmö Kammarkör, Bruckner, Ausgewählte Werke - Malmö Kammarkör MKKCD 051, 2004
- Peter Dijkstra, Chor des Bayerischen Rundfunks, Machet die Tore weit – Oehms Classics OC 535, 2005
- Petr Fiala, Tschechischer Philharmonischer Chor Brno, Anton Bruckner, Motets - OMD 322 1422-2, 2006
- Michael Stenov, Cantores Carmeli, Benefizkonzert Karmelitenkirche Linz - CD/DVD édité par la chorale, 2006 - peut être aussi écouté sur YouTube[9]
- Erwin Ortner, Arnold Schoenberg Chor, Anton Bruckner, Tantum ergo - ASC Edition 3, édité par la chorale, 2008
- Ton Bianca Sparre Dahl, Schola Cantorum de Norvège, Hymne to the Virgin – Lindberg Lyd 2L-095, 2011
- Otto Kargl, Domkantorei St. Pölten, Cappela Nouvelle Graz, Bruckner, Messe en mi mineur, ORF CD 3174, 2013
- Philipp Ahmann, MDR Rundfunkchor Leipzig, Anton Bruckner & Michael Haydn - Motets – SACD : Pentatone PTC 5186 868, 2021

## Sources
- Max Auer, Anton Bruckner als Kirchenmusiker, G. Bosse, Ratisbonne, 1927
- Anton Bruckner - Sämtliche Werke, Band XXI: Kleine Kirchenmusikwerke, Musikwissenschaftlicher Verlag der Internationalen Bruckner-Gesellschaft, Hans Bauernfeind et Leopold Nowak (Éditeurs), Vienne, 1984/2001
- Cornelis van Zwol, Anton Bruckner 1824-1896 - Leven en werken, uitg. Thot, Bussum, Pays-Bas, 2012.  (ISBN 978-90-6868-590-9)
- Uwe Harten, Anton Bruckner. Ein Handbuch. Residenz Verlag, Salzbourg, 1996.  (ISBN 3-7017-1030-9)